# Podabrus falciformis
Podabrus falciformis es una especie de coleóptero de la familia Cantharidae.

## Distribución geográfica
Habita en Japón.